# Gornje Stative
 Gornje Stative  falu Horvátországban, a Károlyváros megyében. Közigazgatásilag Károlyvároshoz tartozik.

## Fekvése
Károlyvárostól 7 km-re északnyugatra a Dobra jobb partján, az A1-es autópálya mellett fekszik.

## Története
A településnek 1857-ben 323, 1910-ben 523 lakosa volt. A trianoni békeszerződésig Zágráb vármegye Károlyvárosi járásához tartozott. 2011-ben 385-en lakták.

## Lakosság
| Lakosság változása | Lakosság változása | Lakosság változása | Lakosság változása | Lakosság változása | Lakosság változása | Lakosság változása | Lakosság változása | Lakosság változása | Lakosság változása | Lakosság változása | Lakosság változása | Lakosság változása | Lakosság változása | Lakosság változása | Lakosság változása |
| ------------------ | ------------------ | ------------------ | ------------------ | ------------------ | ------------------ | ------------------ | ------------------ | ------------------ | ------------------ | ------------------ | ------------------ | ------------------ | ------------------ | ------------------ | ------------------ |
| 1857               | 1869               | 1880               | 1890               | 1900               | 1910               | 1921               | 1931               | 1948               | 1953               | 1961               | 1971               | 1981               | 1991               | 2001               | 2011               |
| 323                | 356                | 344                | 471                | 489                | 523                | 490                | 557                | 657                | 654                | 608                | 619                | 603                | 526                | 447                | 385                |

## Nevezetességei
A Szent Márk-kápolna egy kisebb, egyhajós kápolna, téglalap alaprajzú hajóval, a hajó szélességével megegyező háromoldalas szentéllyel, a szentély melletti sekrestyével és a főhomlokzat előtti harangtoronnyal. A kápolna egy, a környezetéből jól kiemelkedő dombon található. A kápolnát még a Frangepánok építették akkori birtokukon. Az 1668-as egyházi vizitációban már régiként, romos boltozattal említik. 1704-ben újjáépítették, majd a 19. században az előcsarnok és a harangtorony helyére harangtorony került. A 18. század eleji helyreállítás idején a kápolna Kristofor Delišimunović katonatiszt, majd gróf Franjo Patačić, a közeli Novigrad tulajdonosának kegyurasága alatt volt. A kápolna a Zrínyi-Frangepán családok általépíttetett templomok hagyománya szerint épült, a fennmaradt épületszerkezetek között középkori réteg is lehetséges.
Területén található az A1-es autópálya 265 méter hosszú Sveti Marko alagútja.